# Zbudské Dlhé
Zbudské Dlhé és un poble i municipi d'Eslovàquia. Es troba a la regió de Prešov, al nord del país.

## Història
La primera referència escrita de la vila data del 1414.

## Demografia
| Godina             | 1994 | 2004    | 2014    | 2024    |
| ------------------ | ---- | ------- | ------- | ------- |
| Nombre de persones | 467  | 587     | 707     | 828     |
| Diferència         |      | +25,69% | +20,44% | +17,11% |

| Godina             | 2023 | 2024   |
| ------------------ | ---- | ------ |
| Nombre de persones | 796  | 828    |
| Diferència         |      | +4,02% |